# Elin Svipdag
Elin Severina Svipdag, född Hanson 27 december 1905 i Kinnareds församling i Hallands län, död 28 februari 1987 i Söndrums församling i Hallands län, var en svensk målare, tecknare, grafiker, skulptör och poet.
Hon var dotter till byggmästaren Carl Peter Hanson och Bernhardina Lorentzon och från 1935 gift med chefredaktören Johan Svipdag. Hon bedrev först museistudier i Stockholm och Köpenhamn innan hon for på en längre studieresa till Frankrike. Hon började måla på allvar 1949. Separat ställde hon bland annat på Galerie Moderne i Stockholm 1955, Galleri Brinken i Stockholm 1960 och i Sönderum 1966. Hon medverkade i De andras utställning i Halmstad 1951, samlingsutställningar i Gällivare, Malmberget, Piteå, Finspång Trollhättan, Falköping och Halmstad samt i Hallands konstförenings salonger i Halmstad. Bland hennes offentliga arbeten märks en naturstensmosaik i Falköpings stadshus. Hennes konst består av det halländska landskapet med kusten, havet och vindpinad stränder som främsta motiv samt blomsterstilleben och figurer utförda i olja, tempera, putrido, teckning, akvarell, träsnitt, skulptur och glasmosaik. Svipdag är representerad vid Statens Museum for Kunst i Köpenhamn och Moderna museet i Stockholm.